# 국제 지구물리 관측년

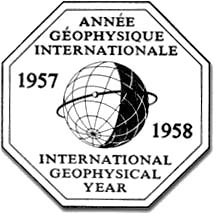
국제 지구물리 관측년 공식 휘장

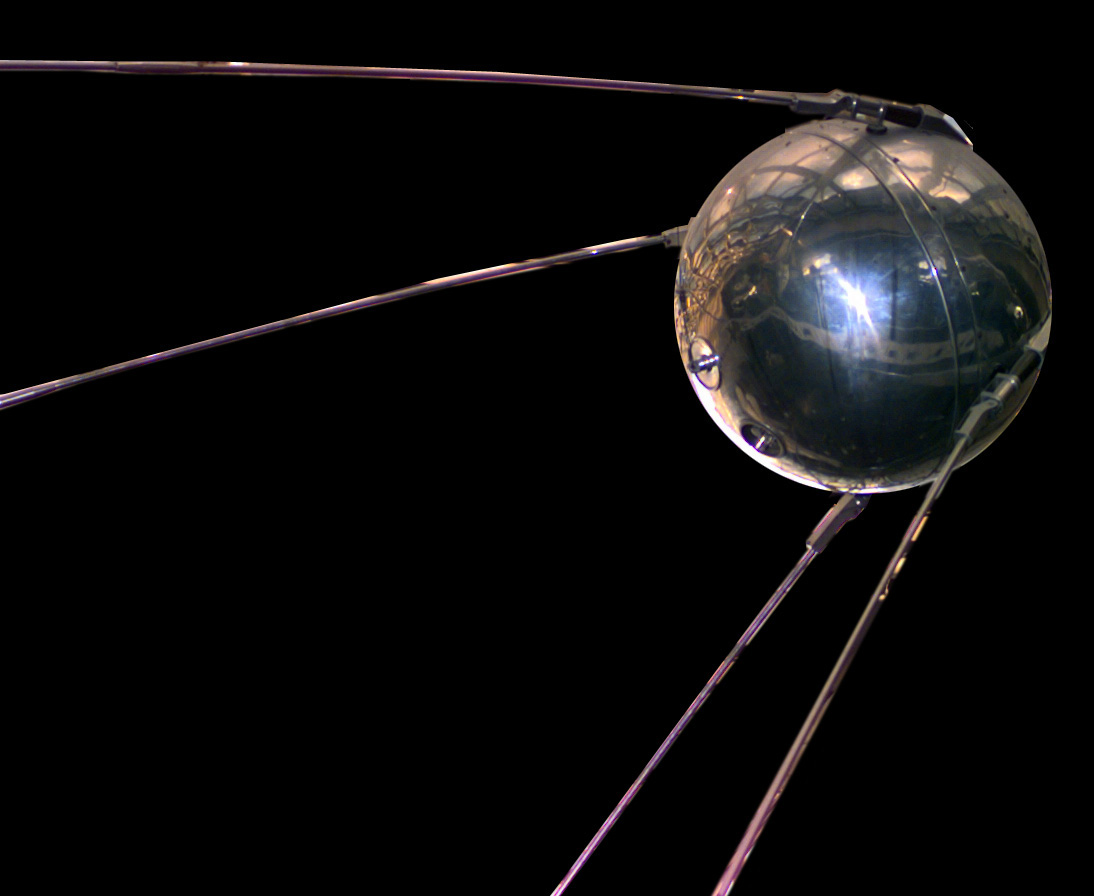
1957년 10월 4일 발사된 스푸트니크 1호의 모형

국제 지구물리 관측년(國際地球物理觀測年, 영어: International Geophysical Year(IGY), 프랑스어: Année géophysique internationale)은 1957년 7월 1일부터 1958년 12월 31일까지 지속된 국제 과학 프로젝트이다. 냉전 기간 동안 동서 진영의 과학 교류가 심각하게 단절되었던 오랜 기간이 끝나는 것을 기념하는 행사였다. 67개국이 국제 지구물리 관측년 프로젝트에 참여했지만, 중화민국(대만)의 참여에 반대하는 중국 본토의 중화인민공화국은 주목할 만한 예외였다. 동서 진영은 벨기에 출신의 마르셀 니콜레를 관련 국제기구의 사무총장으로 지명하기로 합의했다.
국제 지구물리 관측년은 오로라와 대기광, 우주선, 지자기, 중력, 전리층, 경도와 위도 결정 (정밀 매핑), 기상학, 해양학, 지진학 및 태양 활동과 같은 11개 분야의 지구과학 연구를 포함한다. 국제 지구물리 관측년 시점은 태양활동주기 19의 절정기를 포함하기 때문에 이러한 현상 중 일부를 연구하는 데 특히 적합했다.
소련과 미국 양국은 이 행사를 위해 인공위성을 발사했는데, 1957년 10월 4일에 발사된 소련의 스푸트니크 1호가 최초의 인공위성 성공 사례이다. 그 밖의 중요한 성과로는 익스플로러 1호에서 밴 앨런 복사대의 발견과, 판 구조론의 중요한 확인인 해령을 정의한 것이 있다.

## 행사

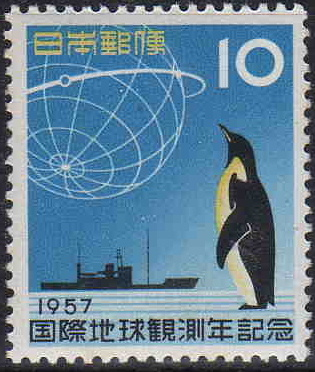
1957년 일본이 발행한 국제 지구물리 관측년 기념 우표. 일본의 연구선 소야호와 펭귄을 묘사하고 있다.

국제 지구물리 관측년의 기원은 1882년~1883년, 1932년~1933년, 그리고 가장 최근에는 2007년 3월부터 2009년 3월까지 열린 국제 극지년에서 찾을 수 있다. 1950년 4월 5일, 로이드 버크너, 시드니 채프먼, 프레드 싱어, 해리 베스틴 등 몇몇 최고 과학자들이 제임스 밴 앨런의 거실에서 만나 로켓, 레이더, 컴퓨팅의 최근 발전을 고려할 때 극지년 대신 세계 지구물리 관측년 행사를 개최할 때가 되었다고 제안했다. 버크너와 채프먼은 국제과학연맹위원회에 1957-58년에 태양 활동이 최대로 활발해지는 시기에 맞춰 국제 지구물리 관측년을 계획할 것을 제안했다. 1952년 국제 지구물리 관측년 실시가 발표되었다. 1953년 이오시프 스탈린의 사망으로 소련과의 국제 협력의 길이 열렸다.
1955년 7월 29일, 드와이트 D. 아이젠하워 미국 대통령의 공보 비서관인 제임스 해거티는 미국이 1957년 7월 1일부터 1958년 12월 31일까지 국제 지구물리 관측년에 대한 미국의 기여의 일환으로 "소형 지구 선회 위성"을 발사 할 계획이라고 발표했다. 뱅가드 계획은 미국 해군 연구소에서 관리하고 비군사 과학 실험에 주로 사용되는 관측 로켓 개발을 기반으로 할 계획이었다.
4일 후, 코펜하겐에서 열린 제6차 국제우주항행연맹 총회에서 과학자 레오니트 세도프는 소련 대사관에서 국제 기자들과 만나 소련이 "가까운 미래"에 인공위성을 발사할 것이라고 발표했다.

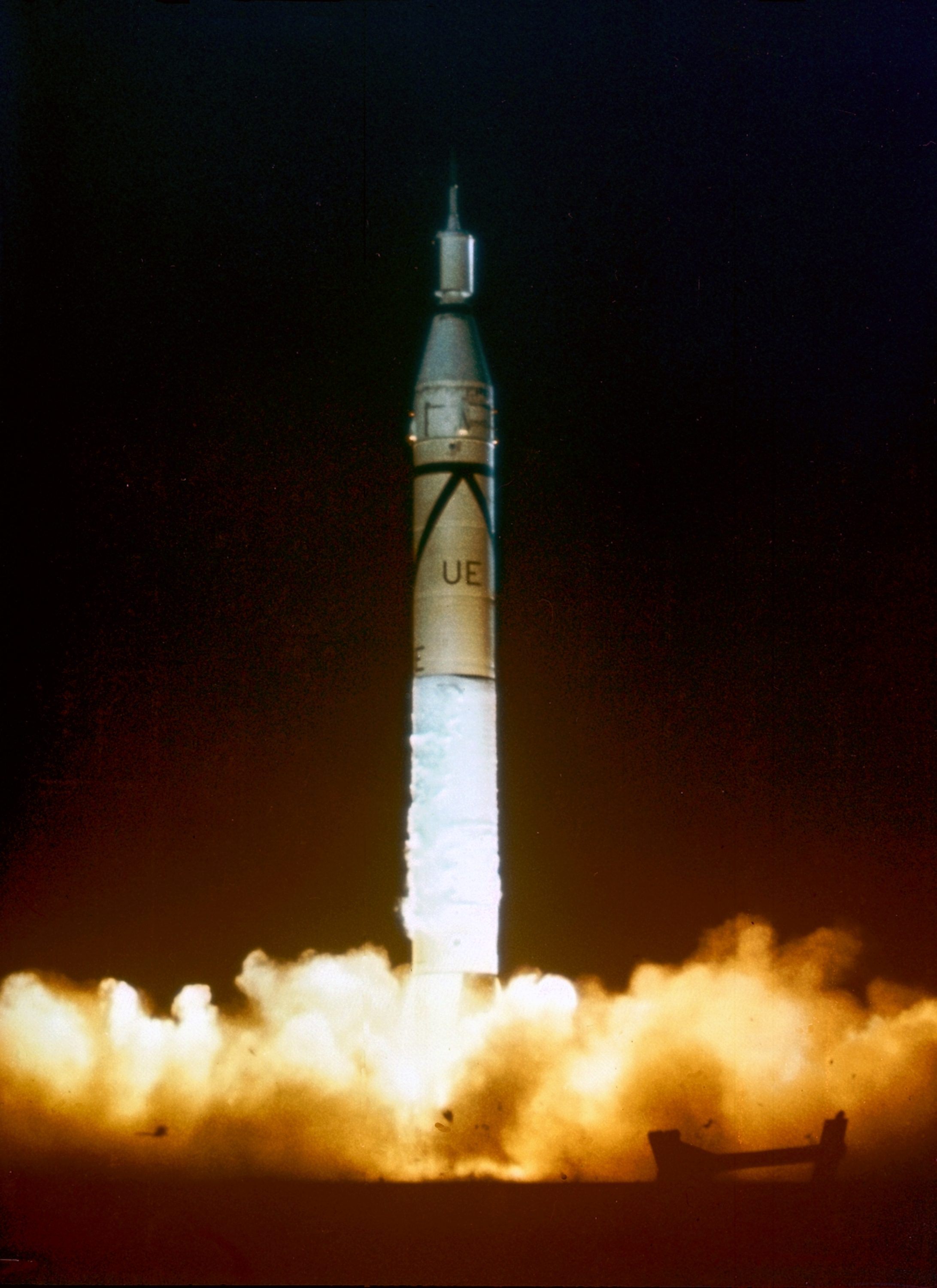
1958년 2월 1일, 주피터-C 로켓을 이용한 익스플로러 1호의 발사 장면

소련은 1957년 10월 4일, 많은 사람들을 놀라게 할 최초의 인공 지구 위성인 스푸트니크 1호를 발사했다. 뱅가드 발사에 몇 차례 실패한 후 베르너 폰 브라운 박사와 그의 팀은  드와이트 D. 아이젠하워 대통령에게 미 육군 미사일 중 하나를 익스플로러 계획에 사용하도록 설득했다. . 1957년 11월 8일, 미 국방부 장관은 미 육군에 개조된 주피터-C 로켓을 사용하여 위성을 발사하도록 지시했다. 미국은 불과 4개월 후인 1958년 2월 1일, 익스플로러 1호로 이 목표를 달성했지만, 익스플로러 1호는 1957년 11월 3일 발사된 스푸트니크 2호에 이어 세 번째 인공 지구 위성이 되었다. 뱅가드 1호는 1958년 3월 17일에 발사된 네 번째 인공위성이 되었다. 소련의 발사는 상당한 정치적 결과가 뒤따랐는데, 그 중 하나는 1958년 7월 29일 미국 우주국 NASA의 창설이었다.
1954년 9월부터 1959년 7월까지 실시된 대서양에 대한 영국과 미국의 조사에서 대서양 중앙 해령의 전체 길이가 발견되었는데, 이는 국제 지구물리 관측년 기간 중의 주요 발견이었다.

## 세계 데이터 센터
1932년 극지년 행사는 목표의 많은 부분을 달성했지만, 제2차 세계 대전의 발발로 인해 다른 목표들은 달성하지 못했다. 사실 전쟁으로 인해 1932년 극지년에 수집된 데이터와 과학적 분석 자료의 상당 부분이 영원히 손실되었고, 이는 IGY 조직위원회에게 특히 문제가 되었다. 위원회는 "모든 관측 데이터를 모든 국가의 과학자 및 과학 기관이 이용할 수 있도록 한다"고 결의했다. 국경을 넘나드는 자유로운 데이터 교환 없이는 IGY를 개최하는 것이 의미없다고 생각했기 때문이다.
IGY가 시작되기 불과 3개월 전인 1957년 4월, IGY의 다양한 분야를 대표하는 과학자들이 세계 데이터 센터 시스템을 구축했다. 미국은 세계 데이터 센터 "A"를, 소련은 세계 데이터 센터 "B"를 맡았다. 세계 데이터 센터 "C"는 서유럽, 오스트레일리아, 일본 등의 국가로 세분화되었다. 현재 NOAA는 미국에 있는 15개의 세계 데이터 센터 중 7개를 호스팅하고 있다.
각 세계 데이터 센터는 결국 1932년 국제 극지년에 만연한 손실을 막기 위해 IGY 데이터의 전체 세트를 보관하게 되었다. 각 세계 데이터 센터는 컴퓨터 천공 카드와 테이프 등 원래 컴퓨터 미디어로 쓰이는  다양한 데이터 형식을 처리할 수 있는 장비를 갖추고 있었다. 또한 각 담당국은 국가 간 자유롭고 개방적인 데이터 교환이 이루어져야 한다는 조직위원회의 결의안을 준수하기로 합의했다. ICSU-WDS(국제과학연맹위원회 세계 데이터 시스템)의 목표는 품질이 보장된 과학 데이터와 정보를 보존하고, 개방형 접근을 촉진하며, 표준 채택을 촉진하는 것이다. 2008년에 만들어진 ICSU-WDS는 국제 지구물리 관측년에서 생성된 데이터를 관리하기 위해 만든 세계 데이터 센터(WDC)와 천문 및 지구물리 데이터 분석 서비스 연맹(FAGS)을 대체했다.

## 참가국
국제 지구물리 관측년의 참가국은 다음과 같다.
- 가나
- 과테말라
- 그리스
- 남아프리카 연방‏‎
- 베트남 공화국
- 네덜란드
- 노르웨이
- 뉴질랜드
- 대만
- 덴마크
- 도미니카 공화국
- 동독
- 로디지아 니아살랜드 연방
- 루마니아
- 말라야 연방
- 멕시코
- 모로코
- 몽골
- 미국
- 베네수엘라
- 벨기에
- 버마
- 베트남 민주공화국
- 볼리비아
- 불가리아
- 브라질
- 서독
- 소련
- 스웨덴
- 스위스
- 스페인
- 실론
- 아르헨티나
- 아이슬란드
- 아일랜드
- 에콰도르
- 에티오피아
- 영국
  - 케냐
  - 탕가니카
  - 우간다
- 오스트레일리아
- 오스트리아
- 우루과이
- 유고슬라비아
- 이란
- 이스라엘
- 이집트
- 이탈리아
- 인도
- 인도네시아
- 일본
- 조선민주주의인민공화국
- 체코슬로바키아
- 칠레
- 캐나다
- 콜롬비아
- 쿠바
- 태국
- 튀니지
- 파나마
- 파키스탄
- 페루
- 포르투갈
- 폴란드
- 프랑스
- 핀란드
- 필리핀
- 헝가리

## 유산
결국 국제 지구물리 관측년은 큰 성공을 거두었고, 그 발전은 오늘날까지 이어지고 있다. 예를 들어, 국제 지구물리 관측년 활동은 평화적인 목적과 협력적인 과학 연구를 위해 남극을 이용할 것을 촉구하는 남극 조약으로 직접 이어졌다. 그 이후로 국제적인 협력은 남극 환경 보호, 유적지 보존, 동식물 보전으로 이어졌다. 현재 41개국이 조약에 서명했으며 국제 공동 연구는 계속되고 있다.
ICSU 세계 데이터 시스템은 국제과학연맹위원회(ICSU) 제29차 총회에서 만들어졌으며, 이전 ICSU 세계 데이터 센터(WDC)와 이전 천문 및 지구물리 데이터 분석 서비스 연맹(FAGS)의 50년 유산을 기반으로 구축되었다.
이 세계 데이터 시스템은 국제 지구과학 관측년 기간 동안 수집된 데이터의 저장소를 호스팅하고 있다. 미국에 있는 15개의 세계 데이터 센터 중 7개는 NOAA 국립 데이터 센터 또는 NOAA 계열사에 배치되어 있다. 이러한 ICSU 데이터 센터는 과거 데이터를 보존할 뿐만 아니라 연구 및 지속적인 데이터 수집을 촉진하고 있다.
2007-2008년에 열린 제4회 국제 극지년은 기후 변화와 극지 환경에 미치는 영향에 초점을 맞췄다. 60개국이 이 노력에 참여했으며 북극과 남극에서의 연구가 포함되었다.

## 같이 보기
- 남극 탐사 목록